# 萊格尼察省
萊格尼察省（województwo legnickie）是波蘭歷史上的一個省，始於1975年。1999年1月1日被併入下西里西亞省。
1998年面積4,037平方公里。人口525,600人。首府萊格尼察。